# Dürnhaindlfing

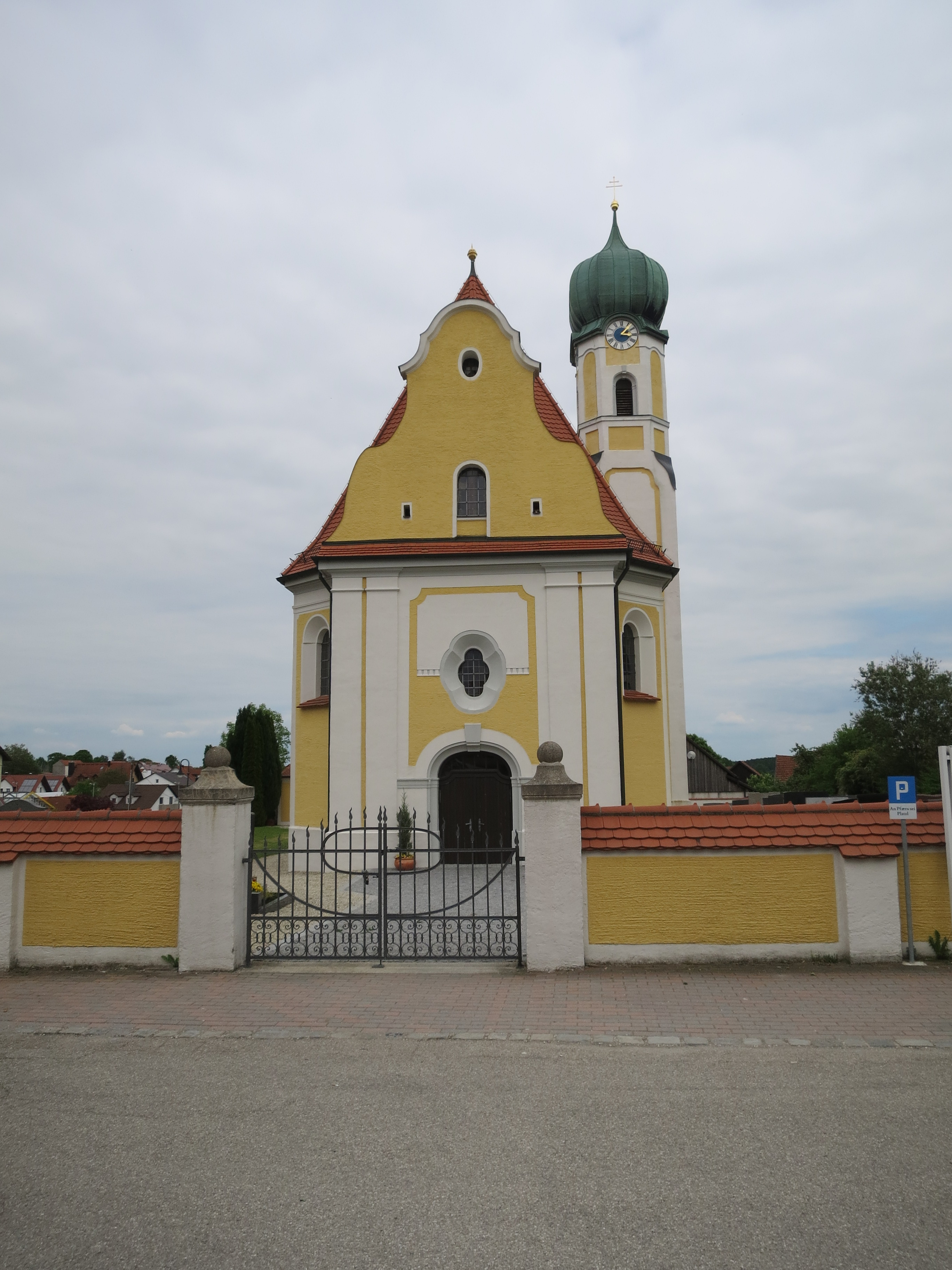
St. Jakob in Oberhaindlfing

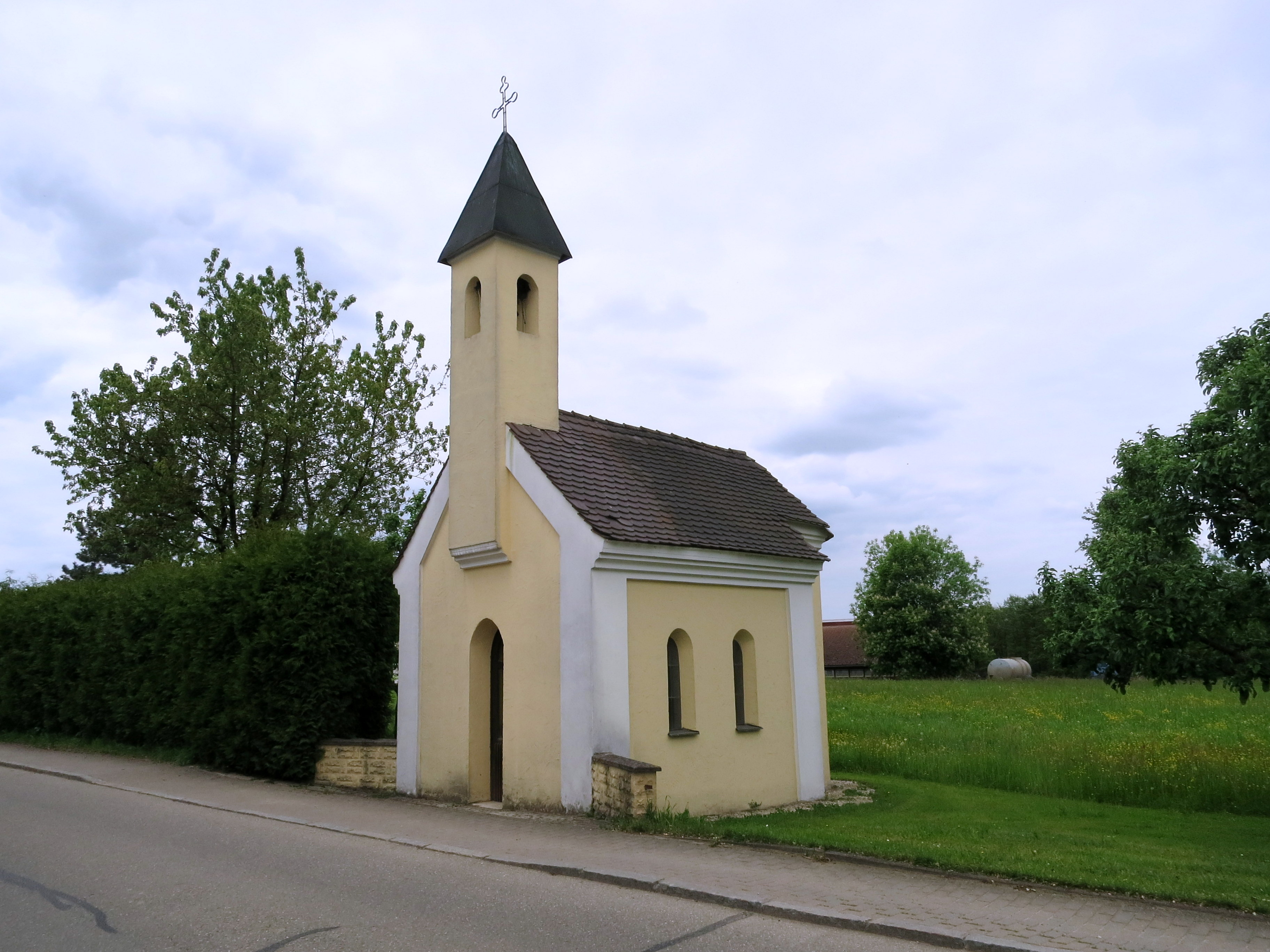
Kapelle in Unterhaindlfing

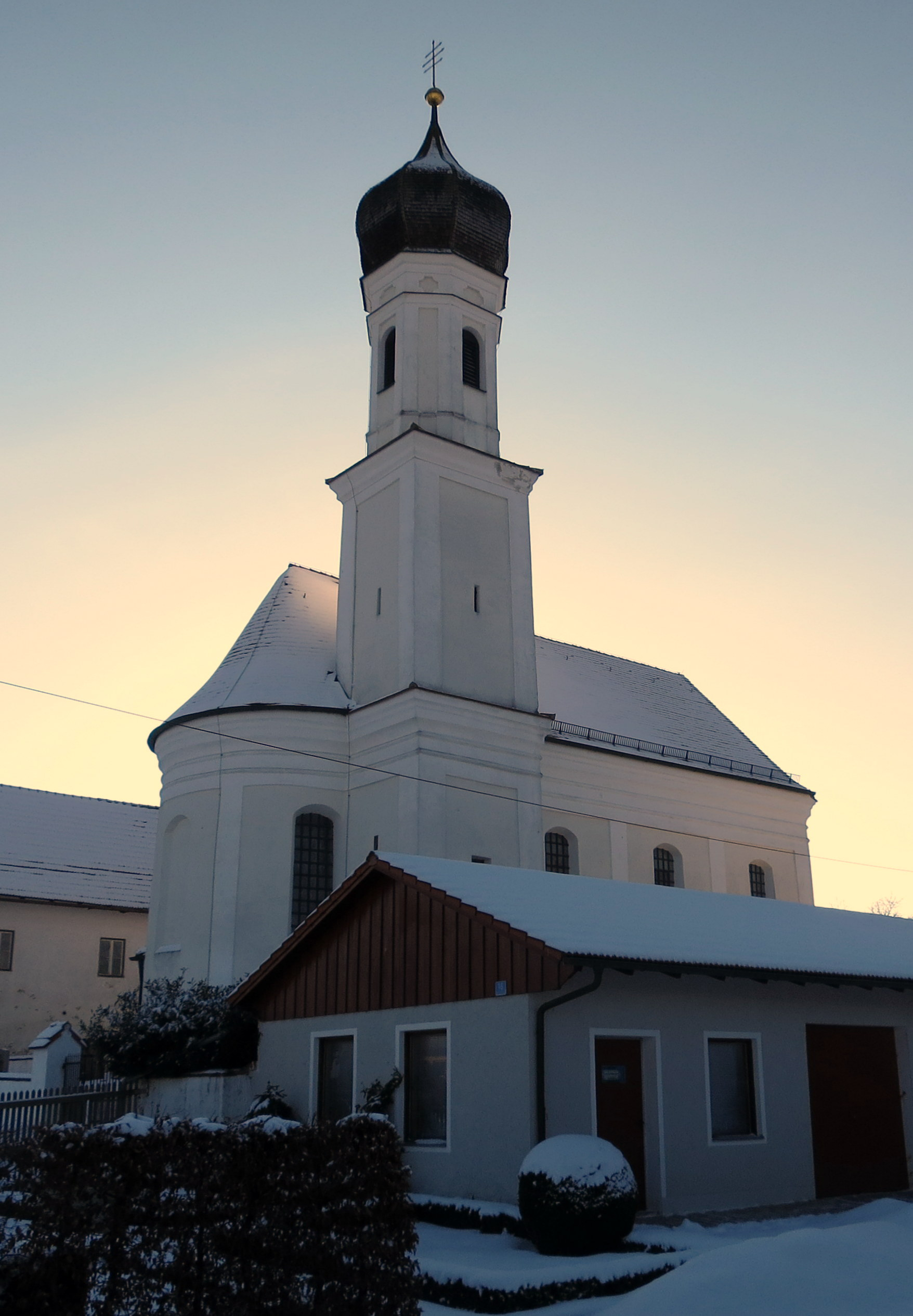
St. Leonhard (Jägersdorf)

Dürnhaindlfing mit den Hauptorten Ober- und Unterhaindlfing ist eine ehemalige Gemeinde und eine Gemarkung im oberbayerischen Landkreis Freising, die am 1. Mai 1978 im Rahmen der Gemeindegebietsreform in die Gemeinde Wolfersdorf eingegliedert wurde. Der Name Dürnhaindlfing stellt eine altbayerische Kuriosität dar, weil es die auf einen Ortsnamen deutende Bezeichnung als Siedlung nicht gibt.

## Geographie
Die ehemalige Gemeinde Dürnhaindlfing lag im Hallertauer Hügelland. Sie bildet den westlichen Teil der Gemeinde Wolfersdorf. Nächste größere Stadt ist die Kreisstadt Freising.

## Geschichte
Dürnhaindlfing mit den Hauptorten Oberhaindlfing und Unterhaindlfing ist eine Tochtergründung von Haindlfing im Ampertal. Die Siedler zogen sich im 9. bis 10. Jahrhundert weiter vom Ampertal zurück, da einfallende Ungarn schwer wüteten. Die neue Siedlung wird Düren-Haindlfing genannt, weil das gerodete Land im Vergleich zum Ampertal ein eher dürres Land ist. In einer Urkunde werden 1275 Perhaidolfingen (Unterhaindlfing) und 1291 Gruebhaindolwingen (Oberhaindlfing) erwähnt.
Die ehemalige Gemeinde Dürnhaindlfing wurde 1819 mit dem bayerischen Gemeindeedikt gegründet und bestand aus den Ortsteilen Ober- und Unterhaindlfing, Billingsdorf, Heigenhausen, Jägersdorf, Ruhpalzing und Wölfling. Sie wurde am 1. Mai 1978 im Rahmen der Gebietsreform in Bayern in die Gemeinde Wolfersdorf eingegliedert.

## Politik
Letzter Bürgermeister der Gemeinde war Josef Buchbinder (von 1967 bis 1978).